# Oberea donceeli
Oberea donceeli är en skalbaggsart som beskrevs av Maurice Pic 1907. Oberea donceeli ingår i släktet Oberea och familjen långhorningar. Inga underarter finns listade i Catalogue of Life.